# Мешотчатые прыгуны
Мешотчатые прыгуны, или мешотчатые крысы, или мешотчатопрыгуновые (лат. Heteromyidae) — семейство американских грызунов.

## Внешний облик
Подобно гоферовым, у мешотчатых крыс имеются опушённые защёчные мешки, открывающиеся возле рта и идущие по шее до плечевой области. Однако по внешнему виду и строению черепа они больше похожи на песчанок, мышовок и тушканчиков, чем на гоферов. Задние ноги у мешотчатых крыс значительно длиннее передних. При медленном передвижении они опускаются на все четыре конечности, однако при быстром движении опираются только на пальцы задних ног. Наибольшее приспособление к передвижению прыжками демонстрируют кенгуровые прыгуны и кенгуровые мыши, у которых задние конечности увеличены за счёт костей плюсны и пальцев, число которых уменьшено до четырёх. Другие виды менее специализированы.
Хвост у мешотчатых крыс обычно длинный, часто длиннее тела; иногда с кисточкой из длинных волос на конце. Ушные раковины у большинства видов небольшие, округлые. Глаза крупные, приспособленные к ночному и сумеречному зрению. Волосяной покров у многих видов густой и мягкий, однако у других мешотчатых крыс остевые волосы напоминают щетину, а у некоторых на шее и плечах или на спине среди волос растут жёсткие и острые защитные иглы (колючие прыгуны). Окрас волосяного покрова заметно варьируется даже внутри одного вида, часто завися от окраски почвы, на которой живут эти грызуны. Зубов 20.

## Образ жизни
Эти грызуны распространены от юго-запада Северной Америки через всю Мексику и Центральную Америку, достигая северо-запада Южной Америки. Большинство видов связаны с пустынными и полупустынными ландшафтами, поросшими разреженной травянистой и кустарниковой растительностью, с песчаными, глинистыми и щебнистыми грунтами. Представители подсемейства Heteromyinae водятся в лесах. Активны мешотчатые крысы бывают ночью и в сумерки. День проводят в норах, которые у некоторых видов сложные, с многочисленными выходами, тогда как у других — простые, с одним выходом, который на день закупоривается земляной пробкой.
Плодовитость мешотчатых крыс невысокая. В году у них бывает 1, реже 2 приплода по 2—8 детёнышей в каждом. Питаются мешотчатые крысы преимущественно семенами растений, многие едят насекомых; кенгуровые прыгуны способны обходиться без воды. Большинство мешотчатых крыс активны круглый год, но обитатели умеренной полосы зимой впадают в спячку. В отличие от мышовок и тушканчиков, они собирают в кладовые своих нор запасы семян.

## Классификация
Представители этого семейства группируются в 3 подсемейства и 5 родов, объединяющих порядка 59 видов.
- Семейство Heteromyidae
  - Подсемейство Heteromyinae
    - Центральноамериканские прыгуны (Heteromys)
      - Тринидадский мешотчатый прыгун (Heteromys anomalus)
      - Южный мешотчатый прыгун (Heteromys australis)
      - Heteromys catopterius
      - Мешотчатый прыгун Десмареста (Heteromys desmarestianus)
      - Мешотчатый прыгун Гаумера (Heteromys gaumeri)
      - Мешотчатый прыгун Голдмана (Heteromys goldmani)
      - Мешотчатый прыгун Нельсона (Heteromys nelsoni)
      - Heteromys nubicolens
      - Венесуэльский мешотчатый прыгун (Heteromys oasicus)
      - Горный мешотчатый прыгун (Heteromys oresterus)
      - Эквадорский мешотчатый прыгун (Heteromys teleus)

    - Колючие прыгуны (Liomys)
      - Панамский колючий прыгун (Liomys adspersus)
      - Мексиканский колючий прыгун (Liomys irroratus)
      - Украшенный колючий прыгун (Liomys pictus)
      - Колючий прыгун Сальвина (Liomys salvini)
      - Халисский колючий прыгун (Liomys spectabilis)

  - Подсемейство Dipodomyinae
    - Кенгуровые прыгуны (Dipodomys)
      - Кенгуровый прыгун Орда (Dipodomys ordii)
      - Береговой кенгуровый прыгун (Dipodomys compactus)
      - Долотозубый кенгуровый прыгун (Dipodomys microps)
      - Панаминтский кенгуровый прыгун (Dipodomys panamintinus)
      - Кенгуровый прыгун Стефенса (Dipodomys stephensi)
      - Большеухий кенгуровый прыгун (Dipodomys elephantinus)
      - Узкомордый кенгуровый прыгун (Dipodomys venustus)
      - Прыткий кенгуровый прыгун (Dipodomys agilis)
      - Кенгуровый прыгун Хирмана (Dipodomys heermanni)
      - Калифорнийский кенгуровый прыгун (Dipodomys californicus)
      - Санквинтинский кенгуровый прыгун (Dipodomys gravipes)
      - Гигантский кенгуровый прыгун (Dipodomys ingens)
      - Знамехвостый кенгуровый прыгун (Dipodomys spectabilis)
      - Кенгуровый прыгун Нельсона (Dipodomys nelsoni)
      - Техасский кенгуровый прыгун (Dipodomys elator)
      - Кенгуровый прыгун Филлипса (Dipodomys phillipsii)
      - Кенгуровый прыгун Мерриама (Dipodomys merriami)
      - Островной кенгуровый прыгун (Dipodomys insularis)
      - Маргаритский кенгуровый прыгун (Dipodomys margaritae)
      - Фресновский кенгуровый прыгун (Dipodomys nitratoides)
      - Пустынный кенгуровый прыгун (Dipodomys deserti)

    - Малые прыгуны (Microdipodops)
      - Тёмный малый прыгун (Microdipodops megacephalus)
      - Светлый малый прыгун (Microdipodops pallidus)

  - Подсемейство Perognathinae
    - Мешотчатые прыгуны (Perognathus)
      - Белоухий мешотчатый прыгун (Perognathus alticola)
      - Аризонский мешотчатый прыгун (Perognathus amplus)
      - Оливковый мешотчатый прыгун (Perognathus fasciatus)
      - Жёлтый мешотчатый прыгун (Perognathus flavescens)
      - Шелковистый мешотчатый прыгун (Perognathus flavus)
      - Хоакинский мешотчатый прыгун (Perognathus inornatus)
      - Малый мешотчатый прыгун (Perognathus longimembris)
      - Мешотчатый прыгун Мерриама (Perognathus merriami)
      - Западный мешотчатый прыгун (Perognathus parvus)

    - Щетинистые прыгуны (Chaetodipus)
      - Песчаный щетинистый прыгун (Chaetodipus arenarius)
      - Узкоголовый щетинистый прыгун (Chaetodipus artus)
      - Щетинистый прыгун Бэйли (Chaetodipus baileyi)
      - Калифорнийский щетинистый прыгун (Chaetodipus californicus)
      - Chaetodipus dalquesti
      - Chaetodipus eremicus
      - Щетинистый прыгун Сан-Диего (Chaetodipus fallax)
      - Длиннохвостый щетинистый прыгун (Chaetodipus formosus)
      - Щетинистый прыгун Голдмана (Chaetodipus goldmani)
      - Щетинистый прыгун (Chaetodipus hispidus)
      - Скальный щетинистый прыгун (Chaetodipus intermedius)
      - Полосатый щетинистый прыгун (Chaetodipus lineatus)
      - Щетинистый прыгун Нельсона (Chaetodipus nelsoni)
      - Пустынный щетинистый прыгун (Chaetodipus penicillatus)
      - Синалойский щетинистый прыгун (Chaetodipus pernix)
      - Chaetodipus rudinoris
      - Колючий щетинистый прыгун (Chaetodipus spinatus)

|  | Dipodomys     |
|  |               |
|  | Microdipodops |
|  |               |

|               | Heteromys                                                   |
|               |                                                             |
| Perognathinae | \| \| Perognathus \| \| \| \| \| \| Chaetodipus \| \| \| \| |
|               | \| \| Perognathus \| \| \| \| \| \| Chaetodipus \| \| \| \| |
|               | Perognathus                                                 |
|               |                                                             |
|               | Chaetodipus                                                 |
|               |                                                             |

|  | Perognathus |
|  |             |
|  | Chaetodipus |
|  |             |

|  | Dipodomys     |
|  |               |
|  | Microdipodops |
|  |               |

|               | Heteromys                                                   |
|               |                                                             |
| Perognathinae | \| \| Perognathus \| \| \| \| \| \| Chaetodipus \| \| \| \| |
|               | \| \| Perognathus \| \| \| \| \| \| Chaetodipus \| \| \| \| |
|               | Perognathus                                                 |
|               |                                                             |
|               | Chaetodipus                                                 |
|               |                                                             |

|  | Perognathus |
|  |             |
|  | Chaetodipus |
|  |             |